# Menadiona
Menadiona ou vitamina K3 é um cetona policíclica aromática, com base em 1,4-naftoquinona, com um substituinte 2-metil.